# House of Dead
House of Dead, auch House of Dead – Zombie Mermaid (jap. あゝ!一軒家プロレス, Ā! Ikkenya puroresu; internationaler Titel: Oh! My Zombie Mermaid) ist ein japanischer Actionfilm des Regieduos Naoki Kudo und Terry Ito aus dem Jahr 2004.

## Handlung
Der japanische Wrestler und zweifache Vater Kouta Shishioh, seines Zeichen „König“ der Wrestling Organisation ZERO, bezieht mit seiner zierlichen Frau Asami nebst Familie ein neues Traumdomizil. Der rundliche Ringkämpfer plant, trotz einer erheblichen Hypothek, seine aktive Profikarriere zu beenden. Er verabschiedet sich von seinen Ringerfreunden mit einer prachtvollen Party, bei der u. a. seine Schwägerin und Managerin Nami und der Fernsehproduzent Naoto Yamaji anwesend sind. Zu den Feierlichkeiten erscheint auch der blondgefärbte und unerwünschte Bösewicht Mark Ichijoh, der Shishioh für die Tötung seines Bruders verantwortlich macht und dem der Lebenswandel seines renommierten Kontrahenten missfällt. Der Eindringling provoziert und beschimpft den Gastgeber, was unweigerlich zu folgenschweren Konfrontationen mit anderen Anwesenden führt. In dem wilden Durcheinander kommt es plötzlich zu einer von Yamaji initiierten Explosion. Das prachtvolle Anwesen wird fast vollständig zerstört, Asami wird mit einer lebensbedrohlichen Kohlenstoffmonoxidvergiftung und offenen Wunden ins Krankenhaus eingeliefert. Sie fällt zunächst in einen komatösen Zustand. 
Kouta versucht derweil das Haus wiederaufzubauen, um Asamis sehnlichsten Jugendtraum zu erfüllen und sie eventuell zu einer schnelleren Heilung zu bewegen. Da ihm aber aufgrund von ausstehenden Verbindlichkeiten ausreichende finanzielle Mittel fehlen, wendet sich der hingebungsvolle Hausbauer an den zwielichtigen Fernsehproduzenten Yamaji, der ihn für dessen Persönlichkeitsrechte an einer neuartigen Reality Show entschädiget. Ziel dieser teils intimen Fernsehsendung ist es, Kouta ständig mit einem Kamerateam zu begleiten und dessen Gefühle und Emotionen aufzuzeichnen. Unterdessen erlangt Asami das Bewusstsein wieder, allerdings wird sie vorsätzlich von Yamaji mit unbekannten Bakterien infiziert, die eine körperliche Veränderung zur Folge haben. Der jungen Patientin wachsen nach und nach Flossen, Schuppen und Kiemen. Yamaji wittert in der „Meerjungfrauen“-Geschichte eine Sensation, die ihn landesweit berühmt machen könnte. Kouta verbietet ihm aber derartige Filmaufnahmen, stellt jedoch notgedrungen eine Rückkehr in den Kampfring in Aussicht.
Yamaji plant in den nächsten Tagen ein medienwirksames Live-Kampfgroßereignis um Shishiohs neu errichtetes Heim. Kouta muss sich mit den verbliebenen Mitgliedern seines ZERO-Teams gegen eine Reihe von legendären und teils äußerst brutalen Gegnern behaupten, was ihm auch in einer kräftezehrenden Mission gelingt. Am Ende des Films stellt sich der aufrechte „König der Ringer“ schließlich dem rachsüchtigen Ichijoh sowie dem skrupellosen Yamaji. Beide Gegner kann er abermals besiegen und scheinbar töten. In der letzten Szene des Films besucht er gemeinsam mit seinem jungen Sohn seine inzwischen zur Nixe mutierte Gefährtin Asami am Strand eines nicht näher genannten Gewässers.

## Kritiken
Das Lexikon des internationalen Films schrieb, der Film sei eine „wüste Mischung aus Gewalt, Sex, Splatter und Melodramatik.“